# Pablo Guede
Pablo Adrián Guede Barriero (Buenos Aires, 12 novembre 1974) è un allenatore di calcio ed ex calciatore argentino, di ruolo attaccante, attuale tecnico del Puebla.